# Gunda Trepp

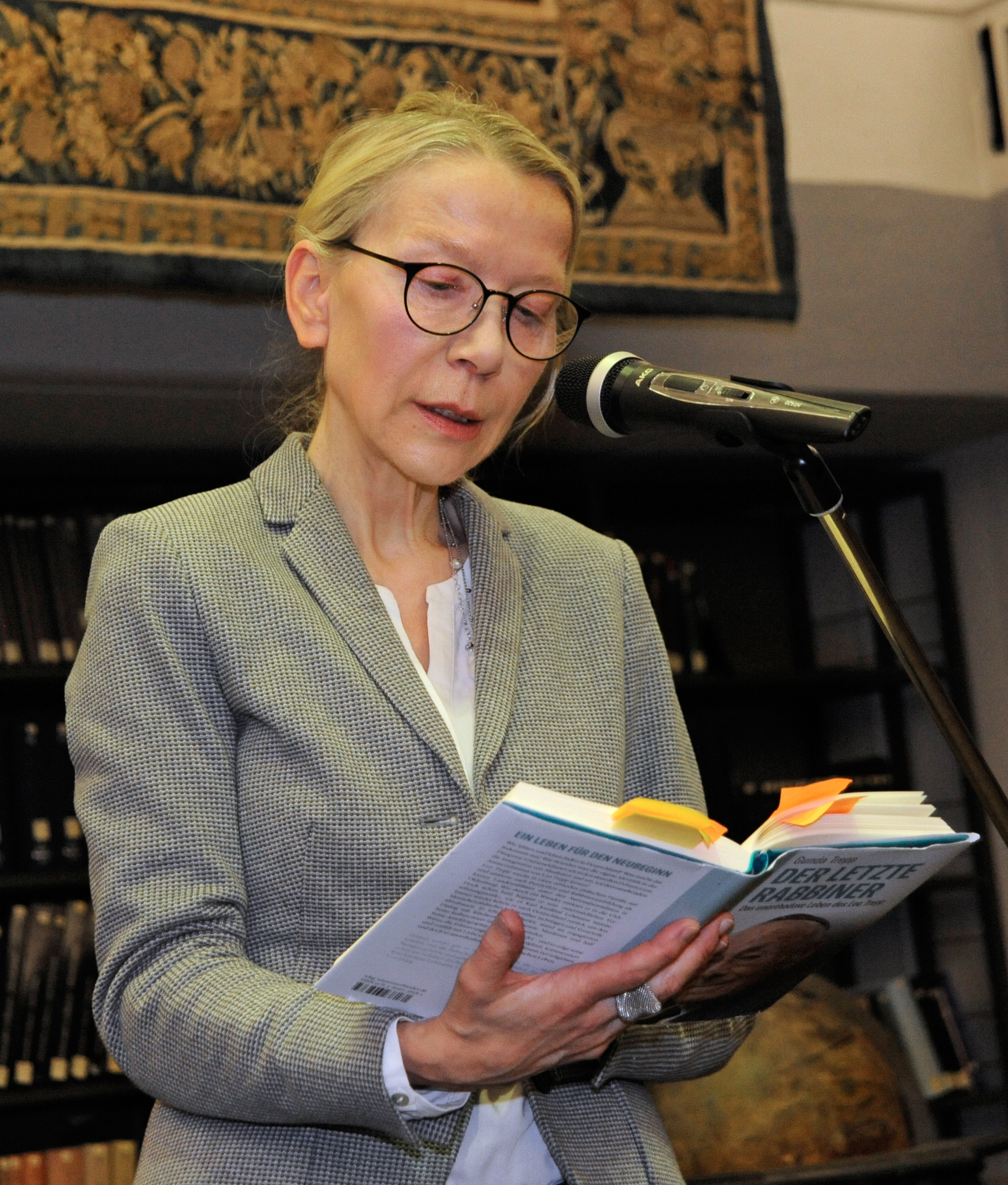
Gunda Trepp bei einer Lesung aus Der letzte Rabbiner im Oktober 2018

Gunda Trepp (geboren am  30. Dezember 1958 in Oldenburg) ist eine deutsche Autorin und Journalistin.

## Leben
Gunda Trepp studierte von 1982 bis 1987 Rechtswissenschaften an der Freien Universität Berlin, in dieser Zeit gründete sie mit anderen die erste Frauengruppe am juristischen Fachbereich. Anschließend besuchte sie die Henri-Nannen-Journalistenschule unter Wolf Schneider. Nach einigen Jahren als Wirtschaftsanwältin und Dozentin für Rechtskunde begann sie, als freie Journalistin für verschiedene Medien wie den Spiegel, die Frankfurter Allgemeine Zeitung und den NDR zu arbeiten. Bis 2004 war sie Wirtschaftsredakteurin der Berliner Zeitung. Ab dem Jahr 2000 lebte sie mit dem Religionsphilosophen und Rabbiner Leo Trepp zusammen und konvertierte 2001 zum Judentum. 2019 gründete sie die Leo-Trepp-Stiftung, deren Ziel es ist, das Wissen über jüdisches Leben und Denken vor allem unter Schülerinnen und Schülern zu vertiefen.
Trepp engagiert sich als Vorstandsmitglied im American Jewish Committee und in ihrer Synagoge. Sie lebt in San Francisco und Berlin.

## Werk
Gunda Trepp beschäftigt sich insbesondere mit dem Umgang mit der Shoa, mit jüdischen Lebenswelten sowie mit Fragen zum sozialen Zusammenhalt in der Gesellschaft. Nach einem frühen Buch über Gewalt und Mobbing unter Jugendlichen schrieb sie im Jahr 2005 zusammen mit Leo Trepp „Dein Gott ist mein Gott“. Wege zum Judentum und zur jüdischen Gemeinschaft.
In ihren Essays für die Berliner Zeitung war es Trepp oft ein Anliegen, die Leser mit eher unbekannten Aspekten des jüdischen Lebens vertraut zu machen. So schrieb sie 2006 über Gina Bublis, die als arabische Jüdin aus Libyen flüchten musste, und thematisierte damit gleichzeitig das Los der rund 850.000 jüdischen Flüchtlinge im Nahen Osten.
2007 wurde im Herder Verlag So viele Tage ohne dich veröffentlicht, eine Erinnerung an das Sterben von Gunda Trepps erstem Mann und ein Plädoyer dafür, dem Tod in die Augen zu sehen und dadurch die verbleibende Zeit mit Leben zu füllen.
Drei Jahre nach dem Tod von Leo Trepp gab Gunda Trepp bei Kohlhammer Lebendiges Judentum heraus, das Texte des verstorbenen Gelehrten zum Thema aus den Jahren 1943 bis 2010 vereint.
2018 erschien Der letzte Rabbiner. Das unorthodoxe Leben des Leo Trepp. Laut Simon Berninger (Frankfurter Rundschau) wird die Biographie „zum Schlüssel für das Verständnis dieses so ungewöhnlichen Rabbiners“. Nikoline Hansen schreibt in der Jüdischen Rundschau, es handele sich um ein Buch, das „sich nicht nur spannend liest, sondern auch die Stimme des Verstorbenen immer wieder lebendig werden lässt“.
In einem Gespräch mit Christiane Florin (Deutschlandfunk) äußert Gunda Trepp, dass gegen Antisemitismus nur Wissen und Bildung helfen könnten, vor allem „auch über die lebenden Juden, über das Leben der Juden, über die Ethik der Juden, über die Entstehung des Staates Israel“. Nach der Gebrauchsanweisung gegen Antisemitismus, veröffentlicht 2022 bei wbg, gab Trepp im Herbst 2022 im Hentrich&Hentrich Verlag den Bestseller ihres verstorbenen Mannes Die Juden mit Ergänzungen und einem erklärenden Vorwort neu heraus. Ihr letztes Buch Wer ist Jude? setzt sich mit jüdischer Identität und Fremdbestimmung vor allem nach dem Massaker der Hamas am 7. Oktober 2023 auseinander (Hentrich&Hentrich 2024).  

## Publikationen
- „Vor der Pause habe ich richtig Angst“. Gewalt und Mobbing unter Jugendlichen. Was man dagegen tun kann, Campus Verlag, Frankfurt am Main 1998, ISBN 978-3-593-36013-3.
- „Dein Gott ist mein Gott“. Wege zum Judentum und zur jüdischen Gemeinschaft, zusammen mit Leo Trepp, Kohlhammer Verlag, Stuttgart 2005, ISBN 978-3-17-017411-5.
- So viele Tage ohne dich. Dein Tod, meine Trauer, mein Leben, Herder Verlag, Freiburg 2007, ISBN 978-3-451-29384-9.
- Lebendiges Judentum. Texte aus den Jahren 1943 bis 2010, von Leo Trepp, herausgegeben von Gunda Trepp, Kohlhammer Verlag, Stuttgart 2013, ISBN 978-3-17-022499-5.
- Der letzte Rabbiner: Das unorthodoxe Leben des Leo Trepp, WBG Theiss, Darmstadt 2018, ISBN 978-3-8062-3818-1.
- Gebrauchsanweisung gegen Antisemitismus, wbg Paperback, Darmstadt 2022, ISBN 978-3-534-27418-5.
- Wer ist Jude?, Hentrich&Hentrich, Leipzig 2024, ISBN 978-3-95565-585-3.

### Artikel
- „Die fatale Botschaft der Friedensrufer in der Welt“ (2024)
- „Wie es sich lebt unter Dauerbeschuss von allen Seiten in der Welt“ (2023)
- „Warum die jüdische Gemeinschaft auch in Deutschland auf die Straße gehen sollte“ in der Welt (2023)
- „Verstecken ist fatal“ über jüdisches Leben in Deutschland in der Welt (2019)
- „Why Germany needs to pay attention to Jewish life“ in The Times of Israel (2019)
- „Was bedeutet jüdisch sein in Deutschland?“ in der Frankfurter Allgemeinen Zeitung (2018)
- „Bedrohlicher Trend“ über Intersektionalität im Zusammenhang mit dem Judentum in der Jüdischen Allgemeinen (2018)
- „Unter die Haut“ über Beschneidungen im Judentum im Spiegel (2012)
- „Es war die absolute Perversion“ über den Titel-Raub der Nazis im Spiegel (2011)
- Artikel über John Berggruen und seinen Vater in der Berliner Zeitung (2004)
- „Nicht nur ein Museum der Trauer“ über das Museum of Jewish Heritage in der taz (1998)